# Orchesella flavopicta
Orchesella flavopicta är en urinsektsart som beskrevs av Alpheus Spring Packard 1873. Orchesella flavopicta ingår i släktet Orchesella och familjen brokhoppstjärtar. Inga underarter finns listade i Catalogue of Life.